# HD50773
HD50773 — хімічно пекулярна зоря спектрального класу
A2 й має видиму зоряну величину в смузі V приблизно  9,4.

## Пекулярний хімічний вміст
Зоряна атмосфера HD50773 має підвищений вміст 
Cr
.